# Нуайян-э-Аконен
Нуайя́н-э-Аконе́н (фр. Noyant-et-Aconin) — коммуна во Франции, находится в регионе Пикардия. Департамент коммуны — Эна. Входит в состав кантона Суасон-2. Округ коммуны — Суасон.
Код INSEE коммуны — 02564.

## Население
Население коммуны на 2010 год составляло 476 человек.
| 1962 | 1968 | 1975 | 1982 | 1990 | 1999 | 2010 |
| ---- | ---- | ---- | ---- | ---- | ---- | ---- |
| 321  | 367  | 368  | 445  | 481  | 461  | 476  |

## Экономика
В 2010 году среди 308 человек трудоспособного возраста (15—64 лет) 230 были экономически активными, 78 — неактивными (показатель активности — 74,7 %, в 1999 году было 65,0 %). Из 230 активных жителей работали 206 человек (111 мужчин и 95 женщин), безработных было 24 (10 мужчин и 14 женщин). Среди 78 неактивных 26 человек были учениками или студентами, 31 — пенсионерами, 21 были неактивными по другим причинам.